# Île de construction

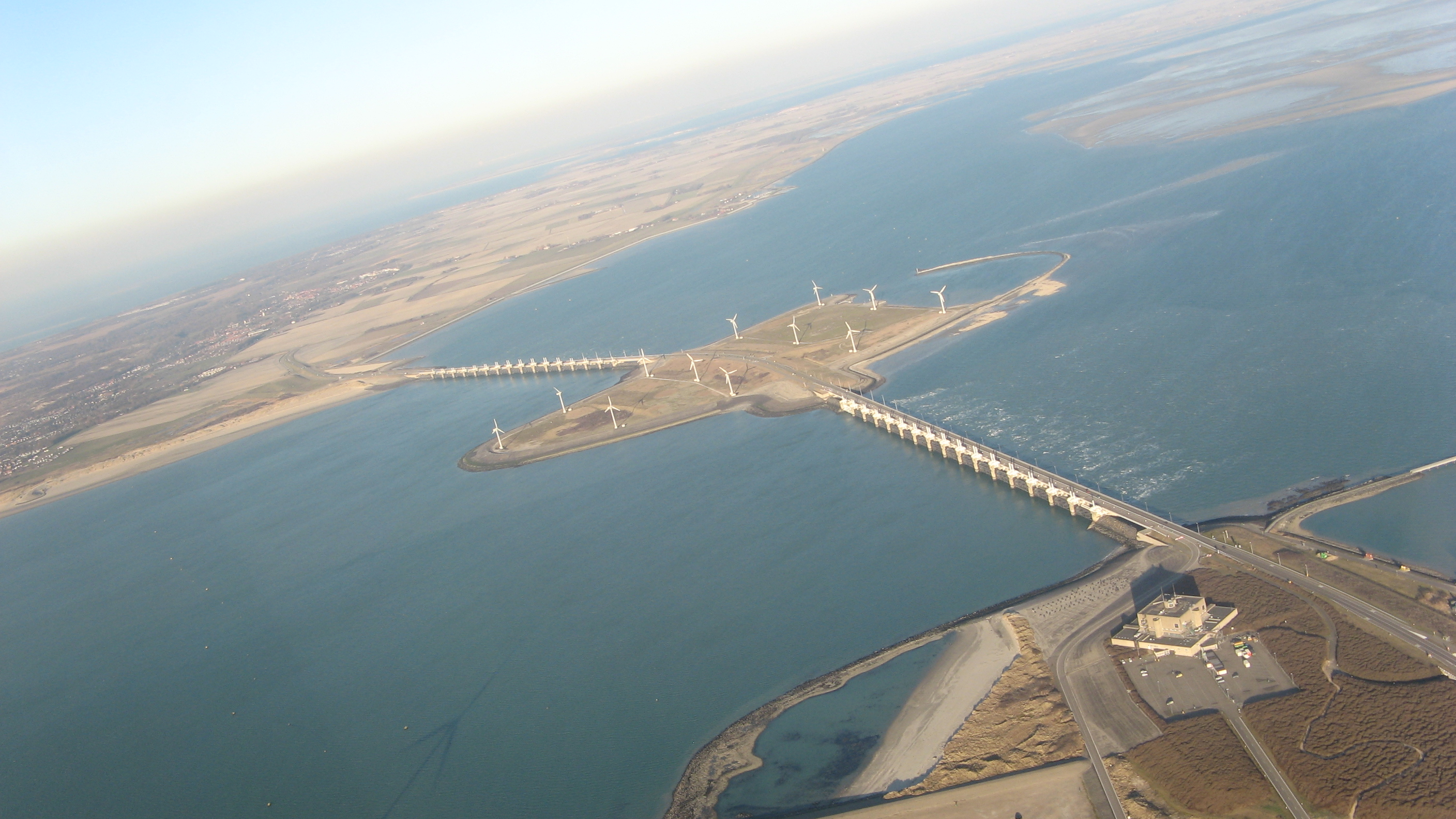
Vue aérienne de Neeltje Jans aux Pays-Bas.

Une île de construction ou île de chantier est une île artificielle construite pour la durée d'un chantier. Elle est généralement formée par une digue servant au pompage, ou ce peut être un banc de sable aménagé.
L'île est utilisée pour effectuer des travaux généralement de nature hydraulique, tels que la construction d'une écluse ou d'un tunnel sous-marin. Souvent, l'île de chantier après l'achèvement des travaux est de nouveau inondée, mais parfois elle est conservée pour une nouvelle fonction.
Les îles de construction des Pays-Bas, principal pays concerné, les plus connues sont :
- île Breezand (nl), qui servit pour la construction de l'Afsluitdijk ;
- Kornwerderzand, également pour l'Afsluitdijk ;
- Neeltje Jans, pour la construction de l'Oosterscheldekering ;
- Lelystad-Haven (nl) qui fait maintenant partie de Lelystad.

D'autres exemples existent en Europe comme :
- Peberholm, pour la construction du pont de Øresund reliant le Danemark à la Suède.

## Référence
- (nl) Cet article est partiellement ou en totalité issu de l’article de Wikipédia en néerlandais intitulé « Werkeiland » (voir la liste des auteurs).